# Гандри, Надер
Надер Гандри (араб. نادر الغندري‎; род. 18 февраля 1995, Обервилье) — тунисский и французский футболист, защитник российского клуба «Ахмат» и сборной Туниса.

## Игровая карьера

### Клубная карьера
Гандри начинал карьеру во Франции, где играл за клубы низших дивизионов «Дранси» (2012—2013) и «Арль-Авиньон» (2013—2014).
Затем он уехал в Тунис, где присоединился к клубу «Клуб Африкен», за который отыграл три сезона, выиграв в составе этой команды чемпионат и Кубок Туниса.
После успешных сезонов за «Африкен», Гандри уехал в Бельгию, где играл за «Антверпен» (2017—2019) и «Вестерло» (2018—2019, 2020—2021). Гандри также играл в Болгарии на правах аренды за софийскую «Славию».
З0 августа 2021 года вернулся в «Клуб Африкен», с которым подписал контракт сроком на два года.
Летом 2023 года переехал в ОАЭ, где подписал контракт с клубом «Аджман» сроком на два года. В феврале 2024 года подписал с клубом «Ахмат» контракт сроком на два с половиной года.

### Карьера в сборной
Гандри родился во Франции, но принял решение играть за сборную Туниса, поскольку его родители родом из этой страны. Первый матч за национальную сборную провёл 7 июня 2019 года в товарищеском матче против сборной Ирака, сыграв полный матч, который закончился победой Туниса со счётом 2:0.
Осенью 2022 года был включён в состав сборной на чемпионат мира 2022 года. На турнире сыграл один матч против сборной Франции, который закончился победой Туниса со счётом 1:0.

## Достижения
«Клуб Африкен»
- Чемпион Туниса: 2014/15
- Обладатель Кубка Туниса: 2017

«Антверпен»
- Обладатель Кубка Бельгии: 2019/20